# Кастелмоцано-Казебондани (Парма)
Кастелмоцано-Казебондани је насеље у Италији у округу Парма, региону Емилија-Ромања.
Према процени из 2011. у насељу је живело 13 становника. Насеље се налази на надморској висини од 453 м.